# Gabriel Saal

Gabriel Saal

Gabriel Saal (* 15. Juni 1901 in Niederpleis, Siegkreis; † 26. Januar 1966 in Altenbrück bei Overath) war ein deutscher Politiker (NSDAP).
Nach dem Schulbesuch arbeitete Saal als Lebensmittelhändler und war später Verwaltungsangestellter. Ab April 1930 war er Ortsgruppenleiter in Troisdorf, ab Mitte Mai 1934 Kreisleiter im Kreis Monschau und Mitte Mai 1940 im Landkreis Malmedy. Ab 1941 nahm Saal am Zweiten Weltkrieg teil.
Saal trat am 23. Juli 1941 im Nachrückverfahren für den verstorbenen Stephan Gierets in den nationalsozialistischen Reichstag ein, in dem er bis zum Ende der NS-Herrschaft Eupen-Malmedy vertrat.